# Fours (Gironda)
Fours es una población y comuna francesa del departamento de Gironda en la región de Nueva Aquitania.

## Demografía
| 175 | 208 | 195 | 252 | 250 | 279 | 306 |
| Para los censos de 1962 a 1999 la población legal corresponde a la población sin duplicidades (Fuente: INSEE [Consultar]) |     |     |     |     |     |     |